# Elisabeth Anne van Pruisen

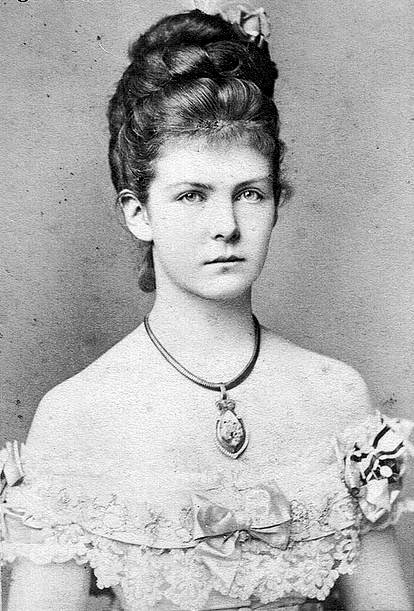
Elisabeth Anne van Pruisen

Elisabeth Anne van Pruisen (Potsdam, 8 februari 1857 - Fulda, 28 augustus 1895) was een Pruisische prinses.
Zij was de tweede dochter van Frederik Karel van Pruisen, bijgenaamd de Rode Prins en diens vrouw Maria Anna van Anhalt-Dessau (een dochter van Leopold IV Frederik van Anhalt).

## Huwelijk en kinderen
Ze huwde op 18 februari 1878 met Frederik August, de laatste groothertog van Oldenburg. Het paar kreeg twee kinderen:
- Sophie Charlotte (1879-1964), gehuwd met Eitel Frederik van Pruisen
- Margarethe (1881-1882)